# Bedřich Schejbal
Bedřich Schejbal (ur. 12 sierpnia 1874 w Pradze, zm. ?) – szermierz reprezentujący Królestwo Czech, brązowy medalista olimpijski.
Na igrzyskach olimpijskich w Londynie w 1908 roku razem z Františkiem Duškiem, Vlastimilem Ladą-Sázavským, Otakarem Ladą i Vilémem Goppoldem von Lobsdorfem zajął też trzecie miejsce w turnieju drużynowym. W zawodach indywidualnych odpadł w drugiej rundzie. Startował również w szpadzie indywidualnej, w której odpadł w pierwszej rundzie. Na rozgrywanych cztery lata później igrzyskach olimpijskich w Sztokholmie był czwarty w szabli drużynowej. 
Nie zdobył medalu mistrzostw świata.

## Występy na igrzyskach olimpijskich

### Letnie Igrzyska Olimpijskie 1908
- szpada indywidualnie – odpadł w pierwszej rundzie
- szabla indywidualnie – odpadł w drugiej rundzie
- szabla drużynowo – 3. miejsce

### Letnie Igrzyska Olimpijskie 1912
- szabla drużynowo – 4. miejsce